# Gmina Ketř
Gmina Ketř (polsky Gmina Kietrz) je městsko-vesnická gmina v okrese Hlubčice (powiat głubczycki) v Opolském vojvodství v Polsku. Správním centrem gminy je město Kietrz.

## Členění gminy
Gmina Kietř se dělí na sołectwa:
- Kozłówki
- Lubotyń
- Ludmierzyce
- Nasiedle
- Nowa Cerekwia
- Pilszcz
- Rogożany
- Rozumice
- Ściborzyce Wielkie
- Wojnowice